# Disposable Heroes
«Disposable Heroes» es la quinta canción del tercer disco de Metallica, Master of Puppets del año 1986. Fue grabada en el año 1985 y fue lanzada junto al mismo álbum de estudio. 
La canción tiene una temática de guerra desde el punto de vista de un soldado; es decir en primera persona. En la canción, el soldado describe los momentos de una batalla, en la cual no se siente a gusto. El coro lo cantan en tercera persona, representando los altos mandos militares que obligan a los soldados a morir sin ninguna causa. Al final de la canción el soldado se da cuenta de que su misión simplemente es morir en batalla.
Esta canción, no es de las más conocidas del grupo musical, sin embargo es la que mayor relación tiene con la portada del álbum en donde se puede apreciar un panorama de un cementerio muy extenso, al cual cada tumba esta atada por finos hilos a las grandes manos del maestro titiritero o en inglés Master of Puppets, también se puede notar que en una de las tumbas hay un casco de soldado. Como dato curioso, antes de titularse oficialmente Master of Puppets, se barajaba además Disposable Heroes como una de las opciones para el nombre del álbum. Esta canción fue dada a conocer el 14 de septiembre de 1985 por primera vez en el Metal Hammer Fest.

## Créditos
- James Hetfield: Voz y guitarra rítmica.
- Kirk Hammett: Guitarra líder.
- Cliff Burton: Bajo eléctrico y coros.
- Lars Ulrich: Batería y percusión.